# Université de Rouen-Normandie
L'Université de Rouen-Normandie è un'università nazionale francese, con sede a Rouen, in Normandia.
Oltre alle sue strutture a Rouen e dintorni, ha diverse sedi universitarie a Évreux e Elbeuf. Ha una popolazione studentesca di circa 28 000 studenti. È un'università prestigiosa i cui professori includono il professor Natalie Depraz, uno dei più rinomati fenomenologi e filosofi francesi.

## Laureati famosi
- Annie Ernaux, una scrittrice francese